# ذاهب في طريقي (فلم)
ذاهب في طريقي (بالإنجليزية: Going My Way) هو فيلم موسيقي تم إنتاجه في الولايات المتحدة وصدر في سنة 1944.

## ترشيحات وجوائز
| السنة | الحدث | الفئة            | النتيجة |
| ----- | ----- | ---------------- | ------- |
|       |       | أوسكار أفضل ممثل | فوز     |

## الميزانية والإيرادات
حقق أرباحا تقدر بـ 6.5 مليون دولار (est. / Canada rentals).

## وصلات خارجية
- مقالات تستعمل روابط فنية بلا صلة مع ويكي بيانات